# Индустријска зона Суд (Козенца)
Индустријска зона Суд је насеље у Италији у округу Козенца, региону Калабрија.
Према процени из 2011. у насељу је живело 50 становника. Насеље се налази на надморској висини од 633 м.